# Paweł Grabarczyk
Paweł Grabarczyk (ur. 27 kwietnia 1955, zm. 8 marca 2022) – polski kostiumograf filmowy. Czterokrotny laureat Polskiej Nagrody Filmowej oraz laureat Nagrody za najlepsze kostiumy na Festiwalu Polskich Filmów Fabularnych.
Absolwent Wydziału Grafiki Państwowej Wyższej Szkoły Sztuk Plastycznych w Łodzi (1983). Członek Polskiej Akademii Filmowej.
Tworzył kostiumy również do spektakli teatralnych, operowych i baletowych.

## Wybrana filmografia[1]
kostiumy:
- Człowiek z... (1993)
- Szamanka (1996)
- Kiler (1997)
- Spona (1998)
- Wrota Europy (1999)
- Ogniem i mieczem (1999)
- Zakochani (2000)
- Quo Vadis (2001)
- Chopin. Pragnienie miłości (2002)
- Stara baśń (2003)
- Statyści (2006)
- Palimpsest (2006)
- Pitbull (serial, 2007), odc. 6-17
- Ojciec Mateusz (serial, 2008-2023), seria I-XXII
- Wołyń (2016), kostiumy cywilne
- Wojenne dziewczyny (serial, 2017-2022), odc. 1-65
- Szadź (serial, 2020)
- Cudak (2021)
- Ciotka Hitlera (2021)
- Polowanie na ćmy (serial, 2023)

## Nagrody i wyróżnienia[1]
- 1999: Nagroda za kostiumy do filmu Wrota Europy na Festiwalu Polskich Filmów Fabularnych w Gdyni[3]
- 2001: Polska Nagroda Filmowa za kostiumy do filmu Wrota Europy (wspólnie z Magdaleną Tesławską)[4]
- 2001: nominacja do Polskiej Nagrody Filmowej za kostiumy do filmu Zakochani[5]
- 2002: Polska Nagroda Filmowa za kostiumy do filmu Quo Vadis (wspólnie z Magdaleną Tesławską)[6]
- 2003: nominacja do Polskiej Nagrody Filmowej za kostiumy do filmu Chopin. Pragnienie miłości[7]
- 2004: Polska Nagroda Filmowa za kostiumy do filmu Stara baśń (wspólnie z Magdaleną Tesławską)[8]
- 2007: nominacja do Polskiej Nagrody Filmowej za kostiumy do filmu Statyści[9]
- 2017: Polska Nagroda Filmowa za kostiumy do filmu Wołyń (wspólnie z Wandą Kowalską, Magdaleną Rutkiewicz-Luterek i Agatą Drozdowską)[10]
- 2017: Nagroda za scenografię (Marek Zawierucha) i kostiumy (wspólnie z Wandą Kowalską, Magdaleną Rutkiewicz-Luterek i Agatą Drozdowską) do filmu Wołyń na Międzynarodowym Festiwalu Filmów Historycznych w Waterloo
- 2022: nominacja do Polskiej Nagrody Filmowej za kostiumy do filmu Cudak (wspólnie z Wandą Kowalską)[11]
- 2022: nominacja do Polskiej Nagrody Filmowej za kostiumy do filmu Ciotka Hitlera (wspólnie z Wandą Kowalską)[11]